# Супонево
Супо́нево (рос. Супонево) — присілок у складі Щолковського міського округу Московської області, Росія.

## Населення
Населення — 146 осіб (2010; 142 у 2002).
Національний склад (станом на 2002 рік):
- росіяни — 91 %